# Гомез Паласио
Гомез Паласио (шп. Gómez Palacio) је град у Мексику у савезној држави Дуранго. Према процени из 2005. у граду је живело 239.842 становника.

## Становништво
Према подацима са пописа становништва из 2010. године, град је имао 257.352 становника.
| 1990.   | 1995.   | 2000.   | 2005.   | 2010.   |
| ------- | ------- | ------- | ------- | ------- |
| 164.092 | 192.888 | 210.113 | 239.842 | 257.352 |